# Léon Van Hove
Léon Charles Prudent Van Hove (n. 10 februarie 1924, région métropolitaine de Bruxelles, Valonia, Belgia – d. 2 septembrie 1990, Geneva, Geneva, Elveția) a fost un fizician teoretician belgian, care a îndeplinit funcția de director general al CERN în perioada 1976–1980. A adus contribuții în fizica matematică, fizica solidului, teoria forțelor nucleare, teoria particulelor elementare, cosmologie.